# 美國時區
美利坚合众国标准时间（英語：United States of America Standard Time），又称美國時區（英語：US time zone），是覆蓋美国及其屬地九個时区的總稱，配以由聯邦及地區立法制訂的夏令時法規使用。

美國時區圖

美利坚合众国标准时间由《美国法典》第15章（Title 15 of the United States Code）第260節規定，時區界線由《美國聯邦條例法典》（CFR, Code of Federal Regulations）第49章第71節規定。

## 历史
从殖民地时代起，美国各城镇使用本地太阳时（上帝的时间）。十九世纪铁路建设兴起后，铁路网使用超过300个本地时间。铁路公司大兼并背景下，试图建立约100个铁路时区，但问题仍未解决。 随着沿铁路线的有线电报网建立，1883年11月18日14时，全美时间大会决定大陆美国的4个时区。 一年之内，85%的人口超过一万多個美国城市都开始使用这套时间，但美国政府直到1918年才通过标准时间法案，用法律的方式把这套时间确定下来。

## 時區的詳細資料
下列時區只有全名為正式稱呼，一切英文縮寫皆只是約定俗成。

### 美國本土
- 東部標準時（Eastern Standard Time；EST；UTC-5；R區）
- 中部標準時（Central Standard Time；CST；UTC-6；S區）
- 山地標準時（Mountain Standard Time；MST；UTC-7；T區）
- 太平洋標準時（Pacific Standard Time；PST；UTC-8；U區）

### 美國海外州份
- 阿拉斯加標準時間（Alaska Standard Time；AKST；UTC-9；V區）包括阿拉斯加州大部份地區。
- 夏威夷－阿留申時區（Hawaii-Aleutian Standard Time；HAST；UTC-10；W區）包括夏威夷州及169°30'W以西的阿留申群島。

### 美國海外屬地
- 大西洋標準時（Atlantic Standard Time；AST；UTC-4；Q區）包括波多黎各及美屬維爾京群島。
- 薩摩亞標準時（Samoa Standard Time；SST；UTC-11；X區）包括美屬薩摩亞。
- 查莫羅標準時（Chamorro Standard Time；ChST；UTC+10；K區）包括關島及北马里亚纳群岛。

### 非法定時區
下列由美國政府或軍隊直接管轄，有臨時居民但沒有民治政府的美國屬地，實施的地方時由管轄機構頒布，並非依據聯邦法律，也沒有時區名稱：
- 威克島（Wake Island）使用UTC+12（M區）。
- 中途島（Midway Island）使用UTC-11，即薩摩亞標準時（SST）。

## 日光節約時
夏令時，美國法律名稱為「日光節約時」（Daylight Saving Time）實施期間，地方時名稱中的 Standard 改稱 Daylight，簡寫中的 S 也改為 D，例如犹他州夏季時使用的是山地夏令時（Mountain Daylight Time，MDT），但不實施夏令時的亞利桑那州的地方時仍稱為山地標準時（Mountain Standard Time，MST）。
在宣佈電視節目或全國性公司電話服務辦公時間時，一般只稱時區名而非時間名，例如東部時間通常只說「東部時間」（Eastern Time，ET)，這樣無論冬夏都不用改變。

## 延伸閱讀
- Prerau, David. Seize the Daylight: The Curious and Contentious Story of Daylight Saving Time （页面存档备份，存于） (Thunder's Mouth Press; ISBN 1-56025-655-9) 講述時區與夏令時制度的建立。